# Йерушальми, Элияху
Элияху (Эли) Йерушальми (ивр. אליהו (אלי) ירושלמי‎, род. 24 июля 1954, Хайфа, Израиль) — израильский дипломат в отставке, работавший послом в Эквадоре, Армении и Молдавии в Министерстве иностранных дел Израиля.
Йерушальми был нерезидентным послом Израиля в Армении (находясь в Иерусалиме) с 2017 по 2018 год. Он также был послом-нерезидентом в Молдавии.
Он также был послом в Эквадоре (2012–2016 гг.).
Йерушальми получил степень по политологии в Хайфском университете.

## Биография
Йерушальми родился в 1954 году в Хайфе, Израиль, в семье раввина Симхи и Мирьям Йерушальми, заместителя мэра Реховота, Израиль и директора начальной школы «Тахкемони», соответственно.
Детские годы Йерушальми прошли в Израиле, Аргентине и США, поскольку его отец работал в различных израильских учреждениях.
После военной службы он получил степень бакалавра политологии и еврейской истории в Университете имени Бар-Илана.
В 1979 году Йерушальми стал парламентским помощником Национальной религиозной партии в Кнессете, а после выборов 1981 года был назначен главой канцелярии заместителя министра иностранных дел Министерства иностранных дел Израиля.
В 1984 году он официально поступил на работу в МИД и начал подготовку к дипломатическим должностям.
Его богатая дипломатическая карьера включает такие должности, как вице-консул в Александрии, Египет (1985–1987), консул на юго-западе США в Хьюстоне, штат Техас (1987–1990), помощник директора Отдела церквей Министерства иностранных дел (1990–1993), где он участвовал в переговорах между Израилем и Святым Престолом, которые привели к установлению дипломатических отношений между Израилем и Ватиканом.
Йерушальми работал советником-посланником, а затем временным поверенным в делах посольства Израиля в Оттаве, Канада (1993–1996 годы), советником-посланником по связям с общественностью посольства Израиля в Лондоне, Англия (1998–2002 годы) и служащим в посольстве Израиля в Канберре, Австралия, также занимался отношениями с Новой Зеландией, Папуа-Новой Гвинеей и Фиджи (2006–2010 гг.).
Его служба в Израиле включала такие должности, как директор департамента еврейских общин (2005–2006 гг.) и руководитель директората ОЭСР (2010–2012 гг.) в Министерстве иностранных дел.
Йерушальми окончил Израильский колледж национальной обороны и получил степень магистра в Хайфском университете, а затем работал инструктором для высокопоставленных военных чиновников в колледже (1997–1998 и 2002–2005 годы).
В 2012 году Йерушальми был назначен послом Израиля в Эквадоре, проработав там до 2016 года, а затем в том же году в качестве посла-нерезидента Израиля в Армении и Молдавии, где он проработал до выхода на пенсию в 2019 году.
В настоящее время Йерушальми читает лекции по международным отношениям в израильских институтах и школах.